# Sawtry All Saints and St Andrew
Sawtry All Saints and St Andrew var en civil parish 1886–1935 när det uppgick i Sawtry i grevskapet Huntingdonshire i England. Civil parish var belägen 14 km från Huntingdon och hade 702 invånare år 1931.